# Communauté de communes de la Grande Vallée de la Marne
La communauté de communes de la Grande Vallée de la Marne (CCGVM) est une intercommunalité de la Marne, en région Grand Est.

## Historique
La loi du 6 février 1992 relative à l'administration territoriale de la République (ATR) créée les communautés de communes.
Par arrêté préfectoral du 16 décembre 1992, les communes d'Ay, Champillon, Dizy, Germaine, Hautvillers, Mareuil-sur-Ay, Mutigny, Nanteuil-la-Forêt et Saint-Imoges se rassemblent au sein de la communauté de communes de la Grande Vallée de la Marne.
L'arrêté du 27 décembre 1994 marque l'adhésion de Fontaine-sur-Ay et Tauxières-Mutry ; puis Avenay-Val-d'Or entre dans la CCGVM par un arrêté du 11 décembre 2002,.
En août 2010, les communes d'Ambonnay et Louvois quittent la communauté de communes de la Côte des Noirs voisine, pour rejoindre la CCGVM. Ce départ entraîne la disparition de leur ancienne intercommunalité – réduite à seulement trois communes. Ce sont ensuite les communes de Bisseuil et Tours-sur-Marne qui rejoignent la communauté de communes. La dernière commune de la Côte des Noirs, Bouzy, reste enclavée au sein de la CCGVM. Elle intègre l'intercommunalité deux ans plus tard, portant à 17 le nombre de communes membres. C'est alors la plus importante communauté de communes en milieu rural de la Marne
La communauté de communes Épernay Pays de Champagne souhaite en 2014 que son institution fusionne avec la CCGVM afin d'atteindre la taille critique des 50 000 habitants et puisse se transformer en communauté d'agglomération, dont les compétences et les ressources sont plus importantes.
En 2018, Dominique Lévêque envisage de proposer de fusionner les 14 communes constituant l'intercommunalité afin de créer une  unique commune nouvelle, afin notamment de bénéficier de meilleures dotations d'État

## Territoire communautaire

### Géographie
Le territoire communautaire est inclus dans le parc naturel régional de la Montagne de Reims.
L’essentiel de l’activité économique est lié au champagne et à son exploitation. En plus des viticulteurs, de nombreuses personnes ont des emplois induits (cartonnerie, capsulage, embouteillage…). Sur les 14 communes membres, 12 sont des communes viticoles avec pour certaines un vignoble classé 100 % grand cru.

### Composition
La communauté de communes est composée des 14 communes suivantes :

| Nom                  | Code Insee | Gentilé           | Superficie (km2) | Population (dernière pop. légale) | Densité (hab./km2) |
| -------------------- | ---------- | ----------------- | ---------------- | --------------------------------- | ------------------ |
| Aÿ-Champagne (siège) | 51030      |                   | 31,94            | 5 148 (2022)                      | 161                |
| Ambonnay             | 51007      | Ambonnagéens      | 11,8             | 962 (2022)                        | 82                 |
| Avenay-Val-d'Or      | 51028      | Avenaysiens       | 12,49            | 961 (2022)                        | 77                 |
| Bouzy                | 51079      | Bouzillons        | 6,26             | 833 (2022)                        | 133                |
| Champillon           | 51119      | Champillonnais    | 1,46             | 511 (2022)                        | 350                |
| Dizy                 | 51210      | Dizyciens         | 3,23             | 1 485 (2022)                      | 460                |
| Fontaine-sur-Ay      | 51256      | Fontenois         | 7,72             | 315 (2022)                        | 41                 |
| Germaine             | 51266      | Germinois         | 14,87            | 529 (2022)                        | 36                 |
| Hautvillers          | 51287      | Altavillois       | 11,77            | 628 (2022)                        | 53                 |
| Mutigny              | 51392      | Mutignyats        | 3,75             | 206 (2022)                        | 55                 |
| Nanteuil-la-Forêt    | 51393      | Nanteuillats      | 14,55            | 300 (2022)                        | 21                 |
| Saint-Imoges         | 51488      | Saint-Imogiens    | 17,13            | 331 (2022)                        | 19                 |
| Tours-sur-Marne      | 51576      | Tours-sur-Marnais | 23,51            | 1 371 (2022)                      | 58                 |
| Val de Livre         | 51564      |                   | 22,34            | 591 (2022)                        | 26                 |

### Démographie
| 1968   | 1975   | 1982   | 1990   | 1999   | 2008   | 2013   | 2018   |
| ------ | ------ | ------ | ------ | ------ | ------ | ------ | ------ |
| 14 002 | 14 232 | 14 684 | 15 091 | 15 485 | 15 276 | 15 068 | 14 696 |

## Organisation

### Siège
Le siège de la collectivité et les bureaux des services intercommunaux se trouvent place Henri-Martin, à Ay.

### Élus
La communauté de communes est administrée par son conseil communautaire, composé depuis 2020 de 37 conseillers municipaux représentant chacune des communes membres et répartis selon leur population, soit : 

- 13 délégués pour Aÿ-Champagne ;

- 4 délégués pour Dizy ;

- 3 délégués pour Tours-sur-Marne ;

- 2 délégués pour Ambonnay, Avenay-Val-d'Or, Bouzy, Germaine, Hautvillers, Val-de-Livre ;

- 1 délégué ou son représentant pour les autres communes.
À la suite des élections municipales de 2020 dans la Marne, le nouveau conseil communautaire réélu le 6 juillet 2020 son président, Dominique Lévêque, maire de Aÿ-Champagne, ainsi que ses 9 vice-présidents, qui sont : 
1. Philippe  Richomme, maire  de Val de Livre, chargé de l'aménagement et de l'urbanisme ;
2. Philippe Maussire, maire d’Avenay Val d’Or, chargé du développement économique ;
3. Caroline Benoit, maire de Saint-Imoges, chargé de l'Information et de la communication ;
4. Patricia Mehenni, maire-déléguée d'Aÿ à Aÿ-Champagne, chargée des affaires sociales ;
5. Jean-François Sainz, maire de Bouzy, chargé du tourisme ;
6. Marie-Claude Remy, maire de Mutigny, chargée de la culture et du sport ;
7. Jean-Michel Godron, maire de Tours sur Marne, chargé des réseaux et du numérique ;
8. Nathalie Coutier, maire d’Ambonnay, chargée des déchets ;
9. Philippe Caplat, maire de Germaine, chargé de la mobilité.

Le président, les vice-présidents et 5 autres membres (maires de leurs communes), constituent le bureau de l'intercommunalité pour la mandature 2020-2026.

### Liste des présidents
| Période                                  | Période                      | Identité             | Étiquette | Qualité |
| ---------------------------------------- | ---------------------------- | -------------------- | --------- | --- |
| Les données manquantes sont à compléter. |                              |                      |           | |
| ?                                        | En cours (au 9 juillet 2021) | M. Dominique Lévêque | PS        | Maire d'Ay (Marne) (1989 → 2015) Maire d'Aÿ-Champagne (2016 → ) Conseiller général d'Aÿ (1994 → 2015) Conseiller général d'Épernay-1 (2021 → 2021) Réélu pour le mandat 2020-2026, |

### Compétences
L'intercommunalité exerce les compétences transférées par les communes membres, dans les conditions définies par le code général des collectivités territoriales.
La communauté de communes de la Grande Vallée de la Marne a les compétences statutaires suivantes :
- Politique du logement et du cadre de vie ;
- Protection et la mise en valeur de l'environnement ;
- Action sociale ;
- Patrimoine, culture, sports et tourisme reconnus d'intérêt communautaire ;
- Financement du service départemental d'incendie et de secours ;
- Accueil des gens du voyage.

La compétence environnementale regroupe la distribution de l'eau et son assainissement, l'éclairage public ainsi que la gestion des déchets ménagers.
La compétence de l'eau potable et de l'assainissement des eaux est exercée par la communauté de communes depuis sa création. Pour la commune de Nanteuil-la-Forêt, cette compétence est déléguée au Syndicat du Rouillat. Au niveau de la CCGVM, ces services font l'objet d'une délégation de service public et sont gérés par Veolia Eau, à l'exception des communes de la Côte des Noirs, où ils sont gérés par la Lyonnaise des Eaux. La communauté de communes compte 9 stations d'épuration ; néanmoins, les effluents de Champillon, Dizy, Hautvillers et Saint-Imoges sont traités par la station de Mardeuil, de la communauté de communes Épernay-Pays de Champagne.

### Régime fiscal et budget
La communauté de communes est un établissement public de coopération intercommunale à fiscalité propre.
Afin de financer l'exercice de ses compétences, l'intercommunalité perçoit la fiscalité professionnelle unique (FPU) – qui a succédé à la taxe professionnelle unique (TPU) – et assure une péréquation de ressources entre les communes résidentielles et celles dotées de zones d'activité.
Elle bénéficie d'une bonification de la dotation globale de fonctionnement (DGF) et perçoit également une taxe d'enlèvement des ordures ménagères (TEOM), qui finance le fonctionnement de ce service public.
Elle reverse une dotation de solidarité communautaire (DSC) à ses communes membres.

### Effectifs
Pour mener ses compétences, en 2020, la CCGVM emploie 24 agents dont 16 titulaires et 8 contractuels

## Projets et réalisations

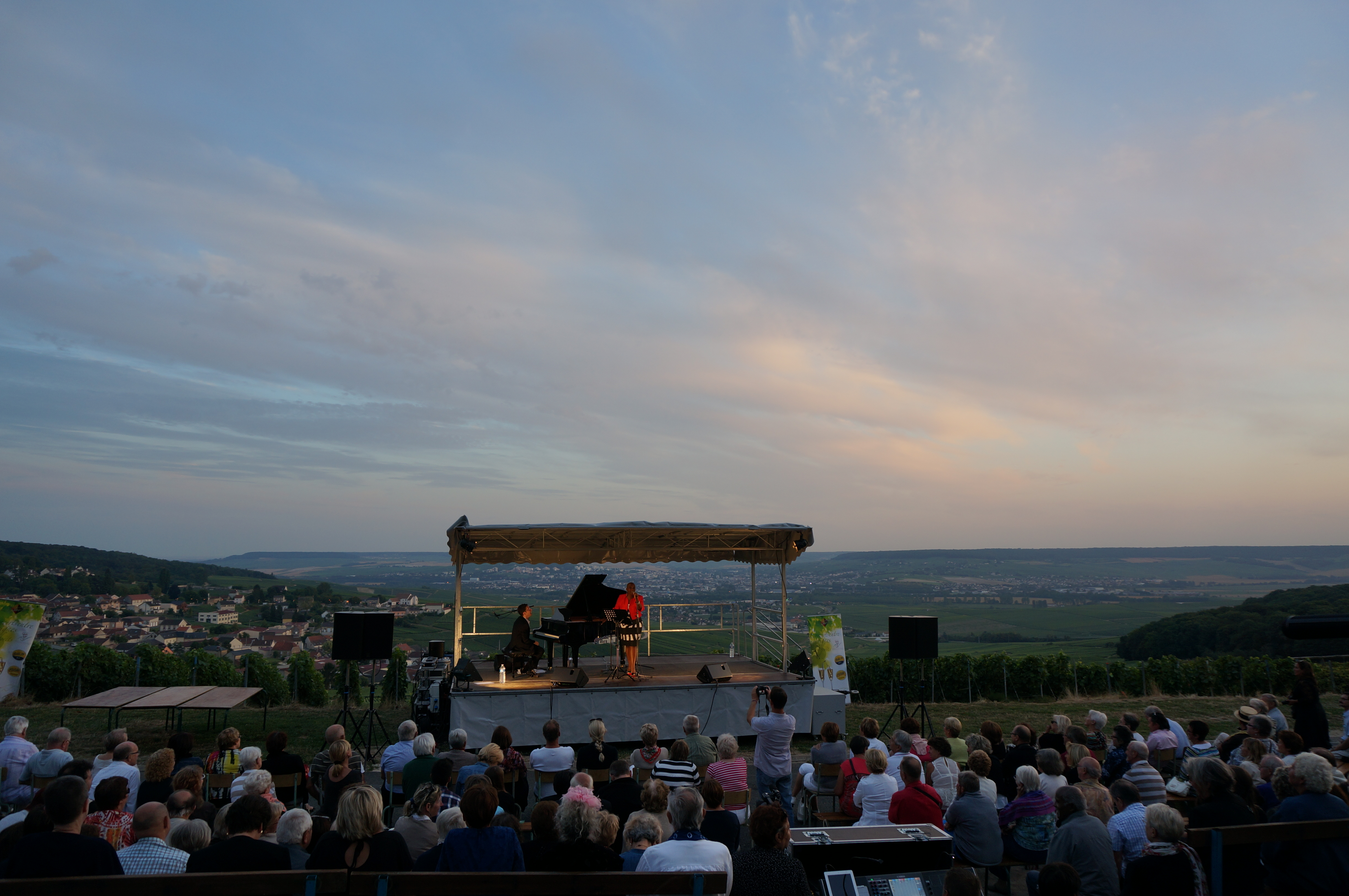
Concerts entre vignes et forêts de 2013 sur fond de vallée de la Marne.

Conformément aux dispositions légales, une communauté de communes a pour objet d'associer des « communes au sein d'un espace de solidarité, en vue de l'élaboration d'un projet commun de développement et d'aménagement de l'espace ».
Le village d'Hautvillers accueille l'office intercommunal de tourisme de la Grande Vallée de la Marne. Sur le plan culturel, la communauté de communes dispose d'une MJC située à Ay.
L'intercommunalité organise chaque année plusieurs manifestations et festivités : le festival Musiques en Champagne, le marché de Noël intercommunal, le concours de mots croisés des écoles et L'environnement s'anime. Elle soutient également le festival BD Bulles d'Hautvillers, le festival du Rire de Bisseuil, le festival le Brame du Cerf ainsi que la course champenoise d'automne.
Principales réalisations : 
- 2014 : Création de ZAM Co-working (projet impulsé par la CCGVM).
- 2016 : Création de la ressourcerie Récup’R (projet impulsé par la CCGVM).
- 2018 : Création du Cerf à 3 pattes (épicerie sociale et solidaire impulsé par la CCGVM).
- 2019 : Création du SMITER (extension du réseau de bus urbain depuis l’agglomération d’Épernay vers la Grande Vallée).
- 2020 : Déploiement du réseau d’autopartage CITIZ.
- 2021 : Ouverture de PRESSORIA, le Centre d’Interprétation Sensorielle des Vins de Champagne, projet conduit par la CCGVM.